# 궈쑹링

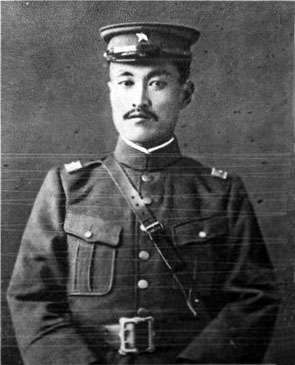

궈쑹링(郭松龄, 郭松齡, 한국어발음 : 곽송령, 1883년 ~ 1925년 12월 24일)은 군벌 시대 기간 중 장쭤린(장작림)이 주도한 봉계군벌 군대의 중요한 장군이다.
1883년 오늘날의 선양시에 해당하는 청나라 랴오닝성 교외 지역 마을에서 태어났다.
장쭤린의 아들 장쉐량에 중대한 영향을 미친 군대 교관이었다.
군벌 내전을 피하기 위해 장쭤린에 대항하여 3개월여간의 반란을 주도했다가 패배하여 사형에 처해졌다.

## 동북국민군과 반봉사건
풍옥상, 이경림 등 반장작림파 군벌의 지원을 믿고,
1925년 11월 22일경 만주의 대표적인 친일군벌 장작림의 하야를 권고하고, 장작림을 타도하려고 반란을 일으켰다.
동북국민군 지도부 상당수는 봉천군벌 장작림 일파의 행실을 잘 알고 있었으나, 어제까지 장작림 군대로 복무하던 하급 병사들은 자세한 실상을 알지는 못하고, 대다수 상관의 명령에 따라 가담하게 되었는데
대략 7만여명의 동북군(친일파 장작림 휘하 부대)이 곽송령의 반란에 가담했다.
곽송령은 11월 30일 산해관으로 사령부를 이동하고 진황도에 주재하는 일본 무관에 ‘동북국민군(東北國民軍)’이 만주로 진주할테니 일본군은 엄정 중립을 지켜줄 것을 요청했다.
곽송령의 반란 소식은 중국, 만주 전역에 곧 퍼져나가 평소 친일파들에 불만을 품고 있던 만주·몽골의 몽골족 외에도 식민지배를 받던 민족의 독립운동세력까지 이에 호응했다.
곽송령군은 12월 7일에는 금주를 점령한다.

## 일본군의 간섭
곽송령의 동북국민군이 연전연승하며 순식간에 만주를 장악하려고 하자,
이에 일본군이 곽송령에 접근해 장작림 타도에 협조해 줄테니 이권을 장작림과 마찬가지로 보장해달라고 요구하였으나,
장작림 군과의 전투에서 승기를 장악하였으며 평소 일제를 경계하던 곽송령이 일본의 요구를 거부했다.
일본은 다시 장작림에 접근해 비밀조약을 체결하였고, 장작림은 일본의 만주와 몽골에서의 이권을 보장하고 장작림 지원을 약속했다.
이에 일본군 백천(白川)사령관은 동북국민군에 대해 수차 경고하였다.

## 봉천(선양) 입구 신민둔 전투에서 패배
장작림 지원에 나선 일본군의 출병과 철도 도로 봉쇄로 곤경에 처한 동북국민군은 봉천을 바로 눈앞에 두고, 12월 24일경 신민둔 일대에서 오준승, 장작림 군대의 공격을 받고 패배하였다.
만주 일대에 주둔하고 있던 일본군(일명 관동군 등)의 장작림 지원이 없었다면 곽송령이 패배하기는 힘들었을 것이다.
곽송령과 부인은 신민둔 백기보(오늘날의 新民縣白旗堡)에서 처형되었다.

## 같이 보기
- 주경란
- 풍옥상
- 이경림
- 동북국민군
- 신민현
- 남만주철도

## 참고 자료
- Dupuy, Trevor N. Harper Encyclopedia of Military Biography, New York, 1992.